# Boing (Italia)
Boing è un canale televisivo tematico italiano gratuito, edito da Boing S.p.A. e controllato da Mediaset (51%) e Warner Bros. Discovery (49%).

## Storia
Il 30 luglio 2004 Mediaset e Turner Broadcasting System firmano un accordo per creare un nuovo canale dedicato ai bambini sul digitale terrestre.
Il 22 ottobre, il canale musicale VJ Television chiude i battenti, lasciando spazio a un cartello che recita Boing - in arrivo.
Boing inizia ufficialmente le trasmissioni il 20 novembre alle 20:00 sul digitale terrestre italiano, diventando il primo canale televisivo gratuito italiano dedicato esclusivamente all'intrattenimento leggero dei bambini e dei ragazzi con una programmazione di 24 ore al giorno.
Nel 2006 il canale viene pubblicizzato su Italia 1 da BoyBoing, una microserie interamente prodotta dal canale e da Mr. Lui fino al 2008, quando le gag vengono eliminate a causa di alcune critiche.
Dal 2009 al 2012, in alcune regioni d'Italia, Boing ha avuto la versione timeshift +1, che ritrasmetteva gli stessi programmi del canale principale sfalsati di un'ora.
Con il lancio di Cartoonito in Italia, avvenuto nel 2011, il target di Boing viene indirizzato verso un pubblico più adolescenziale.
Nel 2014, in occasione del decimo compleanno, Boing decide di festeggiare sponsorizzando l'iniziativa Diritto al Compleanno, con l'obiettivo di garantire a tutti i più piccoli la possibilità di festeggiare il proprio compleanno. Per l'occasione, è stato possibile inviare sul sito web del canale un video di auguri che sarebbe andato in onda in TV.
Dal 16 maggio al 7 giugno 2015 Boing organizza un evento gratuito denominato La Casa di Boing, che consente ai bambini di partecipare a svariate attività con un'area riservata anche a Cartoonito, scegliendo se donare un proprio libro ad Operation Smile.
Il 7 marzo 2016 il canale rinnova logo e veste grafica: l'Italia è la prima nazione a introdurre la nuova immagine che viene poi adottata da tutte le altre versioni estere; ad assumere il nuovo look sono anche il sito web e gli animadz, i testimonials di Boing. Il rebrand viene annunciato anche su Cartoonito e sulle altre reti Mediaset, con degli appositi spot. Per l'occasione viene inaugurato un tour di 4 settimane, dal 7 marzo al 3 aprile, in 4 città italiane: Napoli, Milano, Roma e Bari. L'evento è stato realizzato da Turner in collaborazione con Lumbre, l'agenzia che ha curato l'immagine grafica del canale.
Dal 23 settembre al 22 ottobre 2017 si svolge il Boing & Cartoonito Tour, un evento d'intrattenimento per le famiglie organizzato nelle piazze di Roma, Bari, Torino, Milano e Napoli con vari giochi e animazione, che vedono protagonisti gli show più seguiti in onda sui due canali.
Il 7 agosto 2018 viene rilasciata in tutti gli store una versione aggiornata della Boing App (presente già su App Store dal 2012), che permette di guardare il canale in streaming con un catalogo di video ed episodi on demand, giochi e contenuti esclusivi.
Un altro tour viene organizzato nel 2018 proprio a nome dell'app: dal 24 novembre al 23 dicembre nei centri commerciali di Roma, Firenze, Napoli, Rimini e Milano ci sono diverse postazioni tablet per giocare con la applicazione del canale, accompagnata da varie attività di intrattenimento, giochi e animazione con i programmi di successo di Boing e Cartoonito.
L'11 luglio 2019 inizia le trasmissioni Boing Plus, il terzo canale edito da Boing S.p.A., che sostituisce Pop.
Dal 30 agosto 2020 Boing va in onda con una nuova veste grafica, che mette al centro il logo con diverse animazioni, colori e jingle; il restyling riguarda anche Boing Plus, l'app, le pagine social e il sito del canale.
Il canale è stato diretto da Jaime Ondarza dalla nascita fino al 28 gennaio 2018 per poi passare la direzione ad Alice Fedele. Dal maggio 2023 è invece diretto da Marcello Dolores.
Dal 2004 lo speaker ufficiale del canale è il doppiatore Pietro Ubaldi, affiancato dal 2020 da Mauro Abbatescianna. Per un breve periodo, nel 2019 e nel 2020, la voce dei promo di Boing è stata quella di Gianluca Iacono, mentre dal 2016 al 2020 i promo dei programmi al femminile sono stati annunciati da Lorella De Luca.

## Diffusione
Boing è disponibile in Italia, in chiaro sul digitale terrestre nelle aree coperte dal multiplex Mediaset 2 (dal 1º agosto 2011, solo in Lombardia, anche sul mux Telecity) e in modalità free to view in tutta Europa sul satellite tramite la piattaforma commerciale Tivùsat attraverso il satellite Hot Bird 13C (posizione orbitale 13º est). Al momento della partenza era disponibile nel multiplex Mediaset 1.
Il canale è inoltre disponibile gratuitamente anche in Francia, Belgio, Svizzera, Austria e Slovenia tramite i satelliti Eutelsat posti a 5º ovest.
A partire dal 10 luglio 2006 Boing è stato disponibile in Italia anche sulla televisione mobile attraverso il multiplex La3, allora impiegato per le trasmissioni su dispositivi mobili. Boing veniva offerto con la piattaforma televisiva commerciale a pagamento di 3 Italia. Nel giugno 2008, con l'esordio dell'offerta televisiva gratuita di La3 TV, Boing viene spostato in tale offerta e diventa quindi disponibile gratuitamente anche sulla televisione mobile.
Dal 31 luglio 2009, con l'esordio della piattaforma televisiva commerciale gratuita Tivùsat, Boing diventa disponibile gratuitamente in Italia anche via satellite.
Dal 27 agosto 2012 il canale ha iniziato a trasmettere parte della programmazione in 16:9, formato adottato ufficialmente a partire dal 7 marzo 2016.
Il 28 dicembre 2020 la versione satellitare del canale è passata in modalità DVB-S2, ricevibile dai soli dispositivi abilitati all'alta definizione.
L'8 marzo 2022 la versione digitale terrestre del canale cambia e passa in modalità MPEG-4 e ricevibile quindi solo dai dispositivi abilitati all'alta definizione.
Dal 19 maggio 2023 Boing insieme a Cartoonito passa in HD su tutte le piattaforme.

### Versioni italiane

#### Boing Plus
Boing Plus ha sostituito Pop (canale di proprietà Sony Pictures Entertainment Italia) dall'11 luglio 2019, sul canale 45 del digitale terrestre. Trasmette la programmazione di Boing shiftata di un'ora (come il suo predecessore Boing +1, ma stavolta su tutto il territorio nazionale). Inizialmente trasmetteva anche la programmazione timeshift di Cartoonito, dall'1:00 alle 13:00 (dall'11 luglio fino al 1º dicembre 2019) e poi dall'1:00 alle 6:00 (dal 1º dicembre 2019 fino al 15 dicembre 2024), lasciando le ore rimanenti alla programmazione timeshift di Boing.
Da marzo 2020 il canale trasmette anche in Svizzera su UPC in sostituzione della versione SD di Cartoon Network.
Dal 20 maggio 2020, il canale è disponibile anche sull'app per Smart TV Mediaset Infinity in sostituzione di M4C, canale di televendite che ha terminato le trasmissioni il 31 dicembre 2019.
Dal 30 agosto 2020, il canale utilizza un'emissione diversa da Boing e Cartoonito, cessando di essere in perfetto timeshift, trasmettendo spot pubblicitari differenti rispetto a quelli in onda sui due canali. Dallo stesso giorno, il logo di rete è stato rinnovato sulla falsariga di Boing.
Dal 20 ottobre 2021 Boing Plus passa alla codifica MPEG-4, rimanendo visibile solo sui dispositivi HD.
Dall'11 marzo 2025 è stato ripristinato il vecchio logo di rete, contemporaneamente al cambio di alcune grafiche su tutti i canali Mediaset.

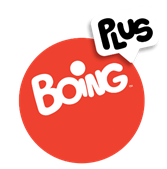
Logo utilizzato dall'11 luglio 2019 al 30 agosto 2020 e dall'11 marzo 2025
Logo utilizzato dal 30 agosto 2020 all' 11 marzo 2025

#### Boing HD
È la versione in alta definizione del canale e ha sostituito quella in definizione standard dal 19 maggio 2023.

#### Boing SD
Era la versione in definizione standard di Boing, disponibile fino al 19 maggio 2023.

#### Boing +1
Era la versione timeshift di Boing, visibile solo in Sardegna e parte del Trentino-Alto Adige. Il canale mandava in onda la programmazione del canale originale con un'ora di differita. È stato disponibile dal 23 febbraio 2009 al 1º marzo 2012.

### Versioni internazionali
- Francia – rete televisiva lanciata l'8 aprile 2010, chiusa il 3 aprile 2023 e sostituita da Cartoonito
- Spagna – rete televisiva lanciata il 10 settembre 2010
- Africa – rete televisiva lanciata il 30 maggio 2015
- Turchia – blocco di programmazione trasmesso all'interno della TV2 nel 2012
- Cile – blocco di programmazione trasmesso all'interno di Chilevisión dal 7 gennaio 2018 al 29 marzo 2020

## Palinsesto

### Blocchi

#### Cartoonito
Cartoonito è stato presente per poco meno di un mese (dal 25 luglio al 21 agosto 2011) come blocco per bambini prescolari, in onda ogni giorno su Boing dalle 07:30 alle 08:45. Il 22 agosto 2011 Cartoonito diventò un canale a sé stante.

### Contenitori
- #Boingiorno
- Domani Non c'è Scuola
- #BoingPranzo
- Siamo Solo Orsi Story
- L'Ora dell'Eroe
- Cinema
- Seratona Boing

### Programmi
Boing propone prevalentemente cartoni animati statunitensi, rivolti prevalentemente a un pubblico di bambini e adolescenti (Scuola di polizia, Tazmania). Prima della nascita di Cartoonito, secondo canale edito da Boing S.p.A. mirato a un target più giovane, trasmetteva anche programmi indirizzati a bambini in età prescolare.

### Attualmente in onda

#### Serie animate in prima visione
- Beyblade X
- Big Nate
- Captain Tsubasa
- City: No Limits
- Clarence
- Doraemon (serie animata 2005)
- Dragon Ball Super
- Il laboratorio di Dexter
- Jellystone
- LEGO Dreamzzz
- LEGO Ninjago: La rivolta dei draghi
- Lo straordinario mondo di Gumball
- Mucca e Pollo
- New Looney Tunes
- Orizzonti Pokémon
- Spank, tenero rubacuori
- Teen Titans Go!
- Tiny Toons Looniversity
- Totally Spies! - Che magnifiche spie!
- We Baby Bears - Siamo solo baby orsi
- We Bare Bears - Siamo solo orsi

### Precedentemente in onda

#### Serie animate in prima visione
- Adventure Time
- Apple e Onion
- Alieni pazzeschi
- Be Cool, Scooby-Doo!
- Ben 10
- Ben 10 (serie animata 2016)
- Ben 10: Omniverse
- Beyblade Burst
- Beyblade Metal Fusion
- Bionic Max
- Camp Lazlo[19]
- Chowder - Scuola di cucina[19]
- Craig
- Digimouse[20]
- Dink il piccolo dinosauro[20]
- Doraemon (serie animata 1979)
- Ed, Edd & Eddy
- Friends: Nuovo Capitolo
- Generator Rex
- Gormiti Nature Unleashed
- Gormiti, che miti
- Glammys School of Fashion Vlog
- Gli acchiappamostri
- Gli amici immaginari di casa Foster[19]
- Hanamaru
- Hero 108
- Hero Inside
- Hi Hi Puffy AmiYumi
- I pinguini di Madagascar
- Il principe Ivandoe
- Il Trio Mutanda
- Il villaggio di Hello Kitty[19]
- Io sono Donato Fidato
- Jade Armor
- Johnny Bravo
- Johnny Test
- La foresta dei sogni
- La Pantera Rosa & Co.
- Le meravigliose disavventure di Flapjack
- Le Superchicche
- Le tenebrose avventure di Billy e Mandy
- LEGO Friends
- LEGO Nexo Knights
- LEGO Ninjago
- Leone il cane fifone
- L.O.L. - House of Surprise
- Looney Tunes Cartoons
- Mao Mao e gli eroi leggendari
- Max Steel
- Megas XLR
- Mighty Magiswords
- Mr. Bean
- My Giant Friend
- Nome in codice: Kommando Nuovi Diavoli
- Over the Garden Wall - Avventura nella foresta dei misteri
- Pigasso[20]
- Piovono polpette (serie animata)
- Polli Kung Fu
- Power Players
- Pokémon
- Quella scimmia del mio amico[19]
- Redakai: Alla conquista di Kairu
- Regular Show
- Robotboy
- Scooby-Doo and Guess Who?
- Scooby-Doo! Mystery Incorporated
- SpongeBob
- Squirrel Boy
- Star Wars: The Clone Wars
- Steven Universe
- Steven Universe Future
- Supernoobs
- Teen Titans
- The Garfield Show
- The Life and Times of Juniper Lee
- The Looney Tunes Show
- The Powerpuff Girls
- Turning Mecard
- Un pizzico di magia
- Uncle Grandpa
- Unikitty!
- Victor e Valentino
- Virus Attack
- Wakfu
- Xiaolin Showdown[19]

#### Serie TV in prima visione
- 100 cose da fare prima del liceo
- Ben 10 - La Sfida
- Chica vampiro
- Emma una strega da favola
- Flor - Speciale come te
- Harley in mezzo
- Harry Potter - Il torneo delle case di Hogwarts
- I Capatosta
- iCarly
- Il mio amico Arnold[20]
- Il mondo di Patty
- Io sono Franky
- Jurassic World - Nuove avventure
- La CQ - Una scuola fuori dalla media
- Lego Masters[n 3]
- My Spy Family[19]
- Niní
- Power Rangers Beast Morphers
- Power Rangers Dino Charge
- Power Rangers Dino Fury
- Power Rangers Megaforce
- Power Rangers Samurai
- Sally Bollywood
- Staraoke
- Teen Angels

#### Produzioni originali
- Adventure Time: Missione Finntastica
- Bo & Bobo Show
- Boing Challenge
- Crazy Cooking Show
- L'Isola degli Eroi
- L'Isola degli Eroi Spagna
- My Personal Hero!
- #MusicBoing
- Vuuaalà! Che magia!
- Wannadance?
- Wild Things - Il bosco dei più pazzi

## Ascolti

### Share mensile di Boing
Dati Auditel relativi al giorno medio mensile sul target individui 3+.
| Anno | Gen   | Feb   | Mar   | Apr   | Mag   | Giu   | Lug   | Ago   | Set   | Ott   | Nov   | Dic   | Media anno |
| ---- | ----- | ----- | ----- | ----- | ----- | ----- | ----- | ----- | ----- | ----- | ----- | ----- | ---------- |
| 2010 | 0,99% | 1,00% | 6,48% | 7,40% | 1,07% | 1,36% | 1,55% | 1,51% | 1,27% | 1,05% | 1,08% | 1,01% | 2,14%      |
| 2011 | 0,94% | 1,08% | 1,07% | 1,08% | 1,14% | 1,47% | 1,39% | 1,59% | 1,31% | 1,11% | 0,89% | 0,97% | 1,05%      |
| 2012 | 1,05% | 0,92% | 0,89% | 0,98% | 0,93% | 1,25% | 1,44% | 1,10% | 1,06% | 0,80% | 0,74% | 0,74% | 0,99%      |
| 2013 | 0,64% | 0,68% | 0,74% | 0,68% | 0,76% | 1,05% | 1,12% | 1,18% | 1,02% | 0,77% | 0,83% | 0,90% | 0,86%      |
| 2014 | 0,85% | 0,82% | 0,91% | 1,00% | 0,95% | 1,18% | 1,25% | 1,29% | 1,11% | 0,87% | 0,83% | 0,86% | 0,99%      |
| 2015 | 0,75% | 0,74% | 0,71% | 0,76% | 0,88% | 1,06% | 1,13% | 1,20% | 1,02% | 0,79% | 0,70% | 0,79% | 0,86%      |
| 2016 | 0,82% | 0,86% | 0,87% | 0,92% | 0,90% | 1,05% | 1,20% | 1,15% | 1,16% | 0,86% | 0,78% | 0,88% | 0,94%      |
| 2017 | 0,79% | 0,81% | 0,80% | 0,79% | 0,84% | 0,96% | 0,93% | 1,05% | 1,04% | 0,87% | 0,77% | 0,82% | 0,86%      |
| 2018 | 0,80% | 0,80% | 0,77% | 0,74% | 0,82% | 0,93% | 1,07% | 1,02% | 0,95% | 0,68% | 0,61% | 0,58% | 0,80%      |
| 2019 | 0,57% | 0,58% | 0,58% | 0,66% | 0,64% | 0,87% | 0,91% | 0,92% | 0,79% | 0,59% | 0,51% | 0,52% | 0,66%      |
| 2020 | 0,51% | 0,56% | 0,52% | 0,48% | 0,60% | 0,70% | 0,74% | 0,65% | 0,59% | 0,45% | 0,38% | 0,37% | 0,54%      |
| 2021 | 0,31% | 0,32% | 0,34% | 0,35% | 0,34% | 0,48% | 0,45% | 0,46% | 0,39% | 0,34% | 0,36% | 0,35% | 0,37%      |
| 2022 | 0,34% | 0,29% | 0,33% | 0,38% | 0,44% | 0,54% | 0,72% | 0,51% | 0,58% | 0,47% | 0,50% | 0,48% | 0,45%      |
| 2023 | 0,48% | 0,47% | 0,44% | 0,42% | 0,39% | 0,42% | 0,60% | 0,62% | 0,62% | 0,47% | 0,44% | 0,46% | 0,48%      |
| 2024 | 0,40% | 0,41% | 0,41% | 0,45% | 0,42% | 0,51% | 0,50% | 0,50% | 0,52% | 0,44% | 0,41% | 0,45% | 0,45%      |
| 2025 | 0,40% | 0,43% | 0,43% | 0,47% | 0,44% | 0,57% |       |       |       |       |       |       |            |

### Share mensile di Boing Plus
Dati Auditel relativi al giorno medio mensile sul target individui 3+.
| Anno | Gen          | Feb          | Mar          | Apr          | Mag          | Giu          | Lug   | Ago   | Set   | Ott   | Nov   | Dic   | Media anno |
| ---- | ------------ | ------------ | ------------ | ------------ | ------------ | ------------ | ----- | ----- | ----- | ----- | ----- | ----- | ---------- |
| 2019 | non presente | non presente | non presente | non presente | non presente | non presente | NR    | NR    | NR    | 0,29% | 0,23% | 0,26% | 0,07%      |
| 2020 | 0,24%        | 0,25%        | 0,26%        | 0,26%        | 0,31%        | 0,36%        | 0,38% | 0,33% | 0,31% | 0,23% | 0,20% | 0,20% | 0,27%      |
| 2021 | 0,19%        | 0,19%        | 0,23%        | 0,24%        | 0,24%        | 0,29%        | 0,28% | 0,30% | 0,24% | 0,18% | 0,17% | 0,19% | 0,23%      |
| 2022 | 0,22%        | 0,16%        | 0,17%        | 0,19%        | 0,19%        | 0,21%        | 0,24% | 0,24% | 0,21% | 0,18% | 0,23% | 0,27% | 0,21%      |
| 2023 | 0,22%        | 0,21%        | 0,25%        | 0,28%        | 0,25%        | 0,29%        | 0,35% | 0,37% | 0,33% | 0,30% | 0,25% | 0,26% | 0,27%      |
| 2024 | 0,26%        | 0,24%        | 0,24%        | 0,28%        | 0,23%        | 0,30%        | 0,29% | 0,32% | 0,29% | 0,24% | 0,23% | 0,24% | 0,26%      |
| 2025 | 0,27%        | 0,25%        | 0,24%        | 0,29%        | 0,29%        | 0,33%        |       |       |       |       |       |       |            |

Legenda:
•NR = Non rilevato

## Animadz
Gli animadz sono le mascotte ufficiali di Boing. Introducono le serie in onda sul canale dal 4 settembre 2006 e inizialmente erano 10:
- Bo, l'alieno blu.
- Bobo, l'alieno verde.
- Katrina, la gallina.
- Maissa, la pannocchia.
- Dino, il dinosauro.
- Otto, il robot.
- Rudolph, la iena.
- Tony, il criceto.
- Tip, la foca maschio.
- Tap, la foca femmina.

Dal 2016 restano solo le prime sei mascotte con un nuovo aspetto fisico, mentre dal 2019 il canale è presentato unicamente da Bo e Bobo, la cui grafica viene aggiornata nel 2020.

## Prodotti
- Boing Music Compilation (2008) - RTI Music
- Boing Cartoon Compilation (2009) - RTI Music
- B BALL (2014/2015) - Fivestore
- Peluche di Bo e Bobo (2016) - Turner
- Uovo di Pasqua di Boing (2017) - Witor's
- Boing - La rivista ufficiale n.1 (2017) - Centauria
- Ripassongs - Lorenzo Baglioni (2023) - RTI Music

## Loghi

20 novembre 2004 - 3 settembre 2007
3 settembre 2007[19] - 7 marzo 2016
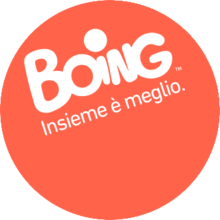
7 marzo 2016[22] - 11 luglio 2019
Dal 30 agosto 2020[23]